# ルーカス・リオス・マルケス
ルーカス・リオス・マルケス（Lucas Rios Marques、1988年3月26日 - ）は、ブラジル・ミナスジェライス州出身のプロサッカー選手。ポジションはディフェンダー。